# 民政镇
民政镇，是中华人民共和国黑龙江省绥化市青冈县下辖的一个镇。
2013年8月7日，黑龙江省民政厅批复同意撤销民政乡，设立民政镇。

## 行政区划
民政镇下辖以下地区：
东胜村、沿河村、进化村、公平村、有利村、保安村、兴龙村、文治村、乐业村和光荣村。